# Empis triseta
Empis triseta är en tvåvingeart som beskrevs av Christophe Daugeron 2005. Empis triseta ingår i släktet Empis och familjen dansflugor. Inga underarter finns listade i Catalogue of Life.